# Бочево (Радогощинське сільське поселення)
Бочево (рос. Бочево) — присілок Бокситогорського району Ленінградської області Росії. Входить до складу Радогощинського сільського поселення.
Населення — 8 осіб (2012 рік).

## Населення
| 2007 | 2010 | 2017 |
| ---- | ---- | ---- |
| 10   | ↘7   | →7   |